# 無線従事者 (琉球政府)
琉球政府の法令による無線従事者（むせんじゅうじしゃ）とは、無線設備の操作を行う者であって、行政主席の免許を受けたものをいう。
沖縄の復帰の際には、特例措置が施された。（#沖縄の復帰に伴う経過措置参照）

## 成り立ち
1952年4月28日、日本国との平和条約の効力発生により、北緯29度以南の南西諸島は日本の施政から切り離され、アメリカ合衆国の施政下に入った。もっとも、実質的には1945年4月1日（沖縄戦における米軍の本島上陸の日）から、ニミッツ布告第4項により現行法規の施行が持続されており、引き続き無線電信法が適用されてきた。しかし、無線技術が幼稚であった時代に制定されたものである関係上今日の無線界を規律するには不完全であり、また民主主義の精神にそわない点も多々あるとして、行政主席は1955年7月22日付けで立法院に対し電波法案の立法要請を行い、10月19日に可決、11月25日に電波法が公布され、翌1956年1月24日に施行された。その第4章において、無線従事者に関する規定が盛り込まれたものである。

## 前史
琉球政府公報（沖縄県公文書館デジタルアーカイブス）によれば、1952年11月、1954年4月及び12月に無線電信法に基づく無線通信士資格検定規則（昭和6年逓信省令第8号）による無線通信士資格検定試験が実施されている。
さらに1954年1月19日には、特殊無線通信士資格検定試験規程が公布･施行され、陸上に開設した無線局の国内通信のための通信操作を行う特殊無線通信士の資格試験及びその合格者への合格証書の交付が行われることとなった。検定試験は、1954年内に3回、1955年に1回実施されている。この規程は下記の電波法の施行日に廃止された。

## 種別

### 施行当初
電波法施行（1956年1月24日）当初の資格の一覧である。
| 資格                               | 操作範囲 |
| ---------------------------------- | --- |
| 第一級無線通信士                   | - 無線設備の通信操作 - 船舶に施設する無線設備の技術操作 - 陸上に施設する空中線電力2kW以下の無線電信及び500W以下の無線電話の技術操作 - 陸上に開設する無線航行局（電波を利用して航行中の船舶若しくは航空機の位置若しくは方向を決定し、又は船舶若しくは航空機の航行の障害物を探知するために開設する無線局をいう。以下同じ）の無線設備の技術操作 |
| 第二級無線通信士                   | - 国内通信のための無線設備の通信操作 - 東は東経175度、西は東経113度、南は北緯21度、北は北緯63度の線によって囲まれた区域内における国際通信のための船舶局の無線設備の通信操作 - 第一級無線通信士の指揮の下に行う国際通信のための無線設備の通信操作 - 船舶に施設する空中線電力500W以下の無線電信及び150W以下の無線電話の技術操作 - 陸上に施設する空中線電力250W以下の無線電信及び75W以下の無線電話（放送局の無線電話を除く。）の技術操作 - 陸上及び船舶に開設する無線航行局の無線設備であって、3万kcをこえる周波数を使用するものの技術操作 |
| 第三級無線通信士                   | - 第一級無線通信士又は第二級無線通信士の指揮の下に行う国内通信のための無線設備の通信操作 - 漁船に施設する空中線電力250W以下の無線電信及び100W以下の無線電話の通信操作及び技術操作 - 漁業用の海岸局（船舶局と通信を行うため陸上に開設する無線局をいう。以下同じ。）の空中線電力125W以下の無線電信及び50W以下の無線電話の通信操作及び技術操作 |
| 電話級無線通信士                   | - 船舶に施設する空中線電力100W以下の無線電話の通信操作及び技術操作 - 漁業用の海岸局の空中線電力50W以下の無線電話の通信操作及び技術操作 |
| 第一級無線技術士                   | - 無線設備の技術操作 |
| 第二級無線技術士                   | - 第一級無線技術士の指揮の下に行う無線設備の技術操作 - 空中線電力2kW以下の無線電信及び500W以下の無線電話の技術操作 - 無線航行局の無線設備の技術操作 |
| 第三級無線技術士                   | - 第一級無線技術士又は第二級無線技術士の指揮の下に行う無線設備の技術操作 - 空中線電力250W以下の無線電信及び75W以下の無線電話（放送局の無線電話を除く）の技術操作 - 無線航行局の無線設備であって、3万kcをこえる周波数を使用するものの技術操作 |
| 特殊無線技士（レーダー）           | - レーダーであって外箱の外部の調整部分品及び電源の技術操作 |
| 特殊無線技士（超短波陸上無線電話） | - 30,000kc以上の周波数を使用する空中線電力50W以下の固定業務又は陸上移動業務の局の無線電話（多重無線設備を除く。）であって、外箱の外部の調整部分及び電源の技術操作 |
| 特殊無線技士（超短波海上無線電話） | - 30,000kc以上の周波数を使用する空中線電力50W以下の海上移動業務の局の無線電話（多重無線設備を除く。）の通信操作並びに外箱の外部の調整部分及び電源の技術操作 |
| 特殊無線技士（ファクシミリ）       | - 陸上に開設した30,000kc以上の周波数を使用する空中線電力50W以下のファクシミリであって、外箱の外部の調整部分及び電源の技術操作（超短波陸上無線電話の資格の従事範囲を含む。） |
| 特殊無線技士（超短波多重無線装置） | - 30,000kc以上の周波数を使用する局の、多重無線通信の装置の操作（放送の場合を除く。） |
| 特殊無線技士（簡易無線電話）       | - 簡易無線局の無線電話であって、行政主席が認める型式検定に合格したものの操作 |
| 特殊無線技士（中短波陸上無線電話） | - 1,500kcから4,000kcまでの周波数を使用する空中線電力10W以下の固定業務又は陸上移動業務の局の無線電話であって、外箱の外部の調整部分及び電源の技術操作 |
| 特殊無線技士（中短波海上無線電話） | - 1,500kcから4,000kcまでの周波数を使用する空中線電力10W以下の海上移動業務の局の無線電話の通信操作並びに外箱の外部の調整部分及び電源の技術操作 |
| 特殊無線技士（中短波固定無線電信） | - 1,500kcから4,000kcまでの周波数を使用する空中線電力50W以下の固定業務の局の無線電信の技術操作 |
| 特殊無線技士（中短波移動無線電信） | - 1,500kcから4,000kcまでの周波数を使用する空中線電力50W以下の移動業務（海上移動業務を除く。）の局の無線電信の技術操作 |
| 特殊無線技士（国際無線電信）       | - 陸上に開設する無線局（海岸局を除く。）の国際通信及び国内通信のための通信操作 |
| 特殊無線技士（国内無線電信甲）     | - 陸上に開設した無線局（海岸局を除く。）の国内通信のための通信操作 |
| 特殊無線技士（国内無線電信乙）     | - 陸上に開設した無線局（海岸局を除く。）であって公衆通信を取り扱わないもの又は別に告示する島に開設した無線局の国内通信のための通信操作 |

### 1957年の改正
電波法施行規則の一部改正（1957年10月8日公布、同年10月15日施行）により、特殊無線技士（中短波陸上無線電話）及び特殊無線技士（中短波海上無線電話）が操作できる無線設備の空中線電力が50W以下となった。

### 1960年の改正
電波法の一部改正（1960年6月24日公布、同年8月24日施行）及び無線従事者操作範囲規則の制定（同年10月21日公布、即日施行、遡って同年8月24日から適用）により、種別が次のとおり変更された。
| 資格                         | 操作範囲 |
| ---------------------------- | --- |
| 第一級無線通信士             | - 無線設備の通信操作 - 船舶及び航空機に施設する無線設備の技術操作 - 第一級アマチュア無線技士の操作の範囲に属する操作 - 前三号に掲げる操作以外の操作で第二級無線技術士の操作の範囲に属するもの |
| 第二級無線通信士             | - 次に掲げる通信操作 イ 無線設備の琉球内通信のための通信操作 ロ 船舶局、航空機局及び航空局の無線通信の国際通信のための通信操作（公衆通信のための通信操作を除く。） ハ 東は東経175度、西は東経113度、南は北緯21度、北は北緯63度の線によって囲まれた区域内における船舶局の無線設備の国際公衆通信のための通信操作 - 次に掲げる無線設備の技術操作 イ 船舶に施設する無線設備で次に掲げるもの (1) 空中線電力500W以下の無線電信及びファクシミリ (2) 空中線電力150W以下の無線電話 (3) レーダー ロ 航空機に施設する無線設備 ハ 陸上に施設する無線設備で次に掲げるもの (1) 空中線電力250W以下の無線電信及びファクシミリ (2) 空中線電力100W以下の無線電話（放送局の無線電話を除く。） (3) レーダー ニ イからハまでに掲げる無線設備以外の無線設備（放送局の無線設備並びに多重無線設備及びテレビジョンを除く。）で空中線電力100W以下のもの ホ イからニまでに掲げる無線設備以外の無線設備で航空局及び航空機のための無線航行局の空中線電力250W以下のものの外部の調整部分 - 第一級アマチュア無線技士の操作の範囲に属する操作 - 前三号に掲げる操作以外の操作のうち、第一級無線通信士の操作の範囲に属する操作で第一級無線通信士の指揮の下に行うもの |
| 第三級無線通信士             | - 次に掲げる無線設備の琉球内通信のための操作（多重無線設備の操作を除く。） イ 漁船の船舶局の無線設備で次に掲げるもの (1) 空中線電力250W以下の無線電信及びファクシミリ (2) 空中線電力100W以下の無線電話 ロ 漁船の船舶局以外の船舶局の空中線電力100W以下の無線電話及びファクシミリ ハ 陸上に開設する無線局の無線設備で次に掲げるもの (1) 漁業用の海岸局の空中線125W以下の無線電信及びファクシミリ (2) 漁業用の海岸局以外の海岸局の空中線電力50W以下のファクシミリ (3) 海岸局及び航空局以外の無線局の空中線電力125W以下の無線電信及びファクシミリ (4) 航空局及び放送局以外の無線局の空中線電力50W以下の無線電話 ニ レーダーの外部の転換装置で電波の質に影響を及ぼさないもの - 第二級アマチュア無線技士の操作の範囲に属する操作 - 前二号に掲げる操作以外の操作のうち、第一級無線通信士の操作の範囲に属する操作（航空機局及び航空局の無線設備の操作を除く。）で第一級無線通信士又は第二級無線通信士の指揮の下に行う琉球内通信のための操作 |
| 航空級無線通信士             | - 次に掲げる通信操作 イ 航空機局及び航空局並びに航空機のための無線航行局の無線電話の通信操作（国際公衆通信のための通信操作を除く。） ロ 航空機局、航空局、放送局及び航空機のための無線航行局以外の無線局の空中線電力50W以下の無線電話の通信操作で国内通信のためのもの - 次に掲げる無線設備（多重無線設備を除く。）の外部の調整部分の技術操作 イ 航空機局に施設する無線設備で次に掲げるもの (1) 空中線電力500W以下の無線電話及びファクシミリ (2) 無線電話及びファクシミリ以外の無線設備 ロ 航空局及び航空機のための無線航行局の無線設備で次に掲げるもの (1) 空中線電力250W以下の無線設備（レーダーを除く。） (2) レーダー ハ レーダーでイ及びロに掲げるもの以外のもの ニ イからハまでに掲げる無線設備以外の無線設備で空中線電力50W以下の無線電話（放送局の無線電話を除く。）、ファクシミリ及びテレメーター |
| 電話級無線通信士             | - 次に掲げる無線設備の琉球内通信のための操作（多重無線設備の技術操作を除く。） イ 船舶局の空中線電力100W以下の無線電話及びファクシミリ ロ 海岸局及び漁業用の固定局の空中線電力50W以下の無線電話及びファクシミリ ハ 次に掲げる無線設備の外部の転換装置で電波の質に影響を及ぼさないもの (1) レーダー (2) 船舶局、航空機局、海岸局、航空局、放送局及び漁業用の固定局以外の無線局の空中線電力50W以下の無線電話、ファクシミリ及びテレメーター |
| 第一級無線技術士             | - 無線設備の技術操作 |
| 第二級無線技術士             | - 次に掲げる無線設備の技術操作 イ 空中線電力2kW以下の無線電信及びファクシミリ ロ 空中線電力500W以下の無線電話 ハ レーダー ニ イからハまでに掲げる無線設備以外の無線設備で空中線電力500W以下のもの - 前号に掲げる操作以外の操作のうち、第一級無線技術士の操作の範囲に属する操作で第一級無線技術士の指揮の下に行うもの |
| 第三級無線技術士             | - 次に掲げる無線設備の技術操作 イ 空中線電力250W以下の無線電信及びファクシミリ ロ 空中線電力100W以下の無線電話 ハ レーダー ニ イからハまでに掲げる無線設備以外の無線設備で空中線電力100W以下のもの - 前号に掲げる操作以外の操作のうち、第二級無線技術士の操作の範囲に属する操作で第一級無線技術士又は第二級無線技術士の指揮の下に行うもの |
| 特殊無線技士（レーダー）     | - レーダーの外部の転換装置で電波の質に影響を及ぼさないものの技術操作 |
| 特殊無線技士（無線電話甲）   | - 移動局（航空機局を除く。）、陸上局（航空局を除く。）及び固定局の空中線電力50W以下の無線電話で、琉球内通信のための通信操作（公衆通信である電報の送信及び受信のための通信操作を除く。） - 前号の無線局の空中線電力50W以下の無線電話、ファクシミリ及びテレメーターの無線設備（多重無線設備を除く。）の外部転換装置で電波の質に影響を及ぼさないものの技術操作 |
| 特殊無線技士（無線電話乙）   | - 特殊無線技士（無線電話甲）の操作の範囲に属する技術操作 |
| 特殊無線技士（多重無線設備） | - 多重無線設備（多重通信を行うことができる無線設備でテレビジョンとして使用するものを含む。）の技術操作 - 特殊無線技士（無線電話甲）の操作の範囲に属する技術操作 |
| 特殊無線技士（国内無線電信） | - 陸上に開設する無線局（海岸局及び航空局を除く。）の無線電信の琉球内通信のための通信操作 |
| 第一級アマチュア無線技士     | - アマチュア無線局の無線設備の操作 |
| 第二級アマチュア無線技士     | - アマチュア無線局の空中線電力100W以下の無線設備の操作 |
| 第三級アマチュア無線技士     | - アマチュア無線局の空中線電力10W以下の無線設備の操作 |

### 1969年の改正
電波法の一部改正（1969年8月30日公布、即日施行）及び無線従事者操作範囲規則の一部改正（同年10月29日公布、即日施行、遡って同年8月30日から適用）により、種別が次のとおり変更された。
| 資格                         | 操作範囲 |
| ---------------------------- | --- |
| 第一級無線通信士             | - 無線設備の通信操作 - 船舶及び航空機に施設する無線設備の技術操作 - 第一級アマチュア無線技士の操作の範囲に属する操作 - 前三号に掲げる操作以外の操作で第二級無線技術士の操作の範囲に属するもの |
| 第二級無線通信士             | - 次に掲げる通信操作 イ 無線設備の琉球内通信のための通信操作 ロ 船舶局、航空機局及び航空局の無線通信の国際通信のための通信操作（公衆通信のための通信操作を除く。） ハ 漁船の船舶局の無線設備の国際公衆通信のための通信操作 ニ 東は東経175度、西は東経113度、南は北緯21度、北は北緯63度の線によって囲まれた区域内における船舶局（漁船の船舶局を除く。）の無線設備の国際公衆通信のための通信操作 - 次に掲げる無線設備の技術操作 イ 船舶に施設する無線設備で次に掲げるもの (1) 空中線電力100W以下の無線電信及びファクシミリ (2) 空中線電力150W以下の無線電話 (3) レーダー ロ 航空機に施設する無線設備 ハ 陸上に施設する無線設備で次に掲げるもの (1) 空中線電力250W以下の無線電信及びファクシミリ (2) 空中線電力100W以下の無線電話（放送局の無線電話を除く。） (3) レーダー ニ イからハまでに掲げる無線設備以外の無線設備（放送局の無線設備並びに多重無線設備及びテレビジョンを除く。）で空中線電力100W以下のもの ホ イからニまでに掲げる無線設備以外の無線設備で航空局及び航空機のための無線航行局の空中線電力250W以下のものの外部の調整部分 - 第一級アマチュア無線技士の操作の範囲に属する操作 - 前三号に掲げる操作以外の操作のうち、第一級無線通信士の操作の範囲に属する操作で第一級無線通信士の指揮の下に行うもの |
| 第三級無線通信士             | - 漁船（もっぱら水産動植物の採捕に従事する漁船以外の漁船で国際航海に従事する総トン数300トン以上のものを除く。次号において同じ。）の船舶局の空中線電力250W以下の無線電信及びファクシミリの操作（国際公衆通信のための通信操作及び多重無線設備の技術操作を除く。） - 次に掲げる無線設備のの操作（国際通信のための通信操作及び多重無線設備の技術操作を除く。） イ 船舶局の空中線電力100W以下の無線電話 ロ 漁船の船舶局以外の船舶局の空中線電力125W以下の無線電話及びファクシミリ ハ 陸上に開設する無線局の無線設備で次に掲げるもの (1) 漁業用の海岸局の空中線125W以下の無線電信及びファクシミリ (2) 漁業用の海岸局以外の海岸局の空中線電力50W以下のファクシミリ (3) 海岸局及び航空局以外の無線局の空中線電力125W以下の無線電信及びファクシミリ (4) 航空局及び放送局以外の無線局の空中線電力50W以下の無線電話 ニ レーダーの外部の転換装置で電波の質に影響を及ぼさないもの - 第二級アマチュア無線技士の操作の範囲に属する操作 - 前三号に掲げる操作以外の操作のうち、第二級無線通信士の操作の範囲に属する操作（航空機局及び航空局の無線設備の操作を除く。）で第一級無線通信士又は第二級無線通信士の指揮の下に行う操作（国際通信のための通信操作を除く。）                                                                |
| 航空級無線通信士             | - 次に掲げる通信操作 イ 航空機局及び航空局並びに航空機のための無線航行局の無線電話の通信操作（国際公衆通信のための通信操作を除く。） ロ 航空機局、航空局、放送局及び航空機のための無線航行局以外の無線局の空中線電力50W以下の無線電話の通信操作で琉球内通信のためのもの - 次に掲げる無線設備（多重無線設備を除く。）の外部の調整部分の技術操作 イ 航空機局に施設する無線設備で次に掲げるもの (1) 空中線電力500W以下の無線電話及びファクシミリ (2) 無線電話及びファクシミリ以外の無線設備 ロ 航空局及び航空機のための無線航行局の無線設備で次に掲げるもの (1) 空中線電力250W以下の無線設備（レーダーを除く。） (2) レーダー ハ レーダーでイ及びロに掲げるもの以外のもの ニ イからハまでに掲げる無線設備以外の無線設備で空中線電力50W以下の無線電話（放送局の無線電話を除く。）、ファクシミリ及びテレメーター - 電話級アマチュア無線技士の操作の範囲に属する操作 |
| 電話級無線通信士             | - 次に掲げる無線設備の操作（国際通信のための通信操作及び多重無線設備の技術操作を除く。） イ 船舶局の空中線電力100W以下の無線電話及びファクシミリ ロ 海岸局及び漁業用の固定局の空中線電力50W以下の無線電話及びファクシミリ ハ 次に掲げる無線設備の外部の転換装置で電波の質に影響を及ぼさないもの (1) レーダー (2) 船舶局、航空機局、海岸局、航空局、放送局及び漁業用の固定局以外の無線局の空中線電力50W以下の無線電話、ファクシミリ及びテレメーター - 電話級アマチュア無線技士の操作の範囲に属する操作 |
| 第一級無線技術士             | - 無線設備の技術操作 - 電話級アマチュア無線技士の操作の範囲に属する操作 |
| 第二級無線技術士             | - 次に掲げる無線設備の技術操作 イ 空中線電力2kW以下の無線電信及びファクシミリ ロ 空中線電力500W以下の無線電話 ハ レーダー ニ イからハまでに掲げる無線設備以外の無線設備で空中線電力500W以下のもの ホ イからニまでに掲げる無線設備以外の無線設備で行政主席が告示をもって定めるもの - 電話級アマチュア無線技士の操作の範囲に属する操作 - 前二号に定める操作以外の操作のうち、第一級無線技術士の操作の範囲に属する操作で第一級無線技術士の指揮の下に行うもの |
| 特殊無線技士（レーダー）     | - レーダーの外部の転換装置で電波の質に影響を及ぼさないものの技術操作 |
| 特殊無線技士（無線電話甲）   | - 移動局（航空機局を除く。）、陸上局（航空局を除く。）及び固定局の無線電話で、次に掲げるものの琉球内通信のための通信操作（公衆通信である電報の送信及び受信のための通信操作を除く。） イ 空中線電力10W以下の無線電話で1,500kcから4,000kcまでの周波数の電波を使用するもの ロ 空中線電力50W以下の無線電話で25,010kc以上の周波数の電波を使用するもの - 前号の無線局の次に掲げる無線設備（多重無線設備を除く。）の外部の転換装置で電波の質に影響を及ぼさないものの技術操作 イ 空中線電力10W以下の無線電話、ファクシミリ及びテレメーターで、1,500kcから4,000kcまでの周波数の電波を使用するもの ロ 空中線電力50W以下の無線電話、ファクシミリ及びテレメーターで、25,010kc以上の周波数の電波を使用するもの |
| 特殊無線技士（無線電話乙）   | - 特殊無線技士（無線電話甲）の操作の範囲に属する技術操作 |
| 特殊無線技士（多重無線設備） | - 空中線電力500W以下の多重無線設備（多重通信を行うことができる無線設備でテレビジョンとして使用するものを含む。以下同じ。）で30Mc以上の周波数の電波を使用するものの技術操作 - 空中線電力500Wをこえる多重無線設備で30Mc以上の周波数の電波を使用するものの技術操作であって第一級無線技術士の指揮の下に行うもの - 特殊無線技士（無線電話甲）の操作の範囲に属する技術操作 |
| 特殊無線技士（国内無線電信） | - 陸上に開設する無線局（海岸局及び航空局を除く。）の無線電信の琉球内通信のための通信操作 |
| 第一級アマチュア無線技士     | - アマチュア無線局の無線設備の操作 |
| 第二級アマチュア無線技士     | - アマチュア無線局の空中線電力100W以下の無線設備の操作 |
| 電信級アマチュア無線技士     | - アマチュア無線局の空中線電力10W以下の無線電信で21Mc以上又は8Mc以下の周波数の電波を使用するものの操作 |
| 電話級アマチュア無線技士     | - アマチュア無線局の空中線電力10W以下の無線電話で21Mc以上又は8Mc以下の周波数の電波を使用するものの操作 |

## 取得
無線従事者になろうとする者は、琉球政府の電波法第42条に基づき無線従事者資格試験（日本の電波法では「国家試験」であるが、琉球政府は「資格試験」と呼んだ。）に合格し、行政主席の免許を受けなければならなかった。ただし、1969年の電波法の一部改正（1969年8月30日公布、即日施行）により、特殊無線技士、電信級アマチュア無線技士及び電話級アマチュア無線技士については養成課程修了による取得が可能となった。なお、日本法に基づく資格・免許を有する者への経過措置については#沿革及び経過措置を参照。

### 資格試験
定期試験は、無線従事者資格試験及び免許規則（1955年規則第118号、1960年規則第125号により全部改正、1965年規則第9号により一部改正、1968年規則第101号により一部改正。）に基づき、毎年4月及び10月に沖縄（本島）、宮古及び八重山において実施されることとした。1960年改正後は、無線通信士及び無線技術士については1月及び7月（予備試験はそれぞれ前月）、アマチュア無線技士については4月及び10月(第一級及び第二級アマチュア無線技士の予備試験はそれぞれ前月）、那覇市、平良市及び石垣市で実施されることとした。1965年改正後は、第一級、第二級及び第三級無線通信士については3月及び9月（予備試験はそれぞれ前月）、無線技術士については1月及び7月（同）、航空級及び電話級無線通信士並びにアマチュア無線技士については2月及び8月、那覇市、平良市及び石垣市で実施されることとした。1968年改正後は日本の無線従事者国家試験に合わせ、アマチュア無線技士のみ実施時期が4月及び10月に変更された。ただし、期日及び施行地が変更されたり、定期試験のほか臨時試験が行われたこともあった。なお、特殊無線技士の資格試験については随時行われた。

次に挙げる者は試験の一部が免除された。
- 無線通信士、無線技術士及び特殊無線技士（国際無線電信）の科目合格者は、合格点を得た資格試験の行われた月の始めから1年以内に当該資格を受ける場合に限り、その科目の試験を免除された（同規則第5条）。なお、1960年改正後は予備試験について10年以内、実技試験（電気通信術）について3年以内、第一級若しくは第二級無線通信士の学科試験（学科試験全部の科目に合格点を得た者）又は第一級若しくは第二級無線技術士の学科試験（一部の科目に合格点を得た者）について2年以内に延長された（同規則第6条）
- 一定の無線従事者、またはその資格による一定の業務経歴を有する者は、一部の科目が免除された（同規則第6条及び第7条、1960年改正後は第7条及び第8条）。
- 1960年改正以後、行政主席の認定を受けた教育施設の卒業者は、卒業の日から10年間予備試験を、3年間実技試験を免除された（同規則第9条）。

### 養成課程修了
1969年の電波法の一部改正（1969年8月30日公布、即日施行）により、特殊無線技士、電信級アマチュア無線技士及び電話級アマチュア無線技士については養成課程修了による取得が可能となった。なお、これ以前、それらの資格以外を含め琉球政府主催による「無線従事者養成講習」が行われており、講習後に行われる資格試験を受験し、合格すれば免許を取得できた。

## 無線従事者免許証
無線従事者免許証の様式は、縦140mm、横75mm（1960年改正後は縦130mm、横80mm、1968年改正後は縦115mm、横70mm）の手帳型。当初は縦書き左開きで、表紙には発行者名が記載されず、当時の日本の無線従事者免許証と異なり本籍の都道府県の記載欄はなく、第3ページに発行者名「琉球政府」及び印が押された。1965年改正（1962年11月6日に遡って適用）により横書き右開きとなり、表紙下に「琉球政府」（国際電気通信条約附属無線通信規則（国際電気通信連合憲章に規定する無線通信規則の前身）に定める通信士の要件を満たす資格については、英文 "GOVERNMENT OF THE RYUKYUS" を併記）と記載され、第3ページに発行者名「行政主席」及び印が押された。

### 免許証の番号

#### 1956年当時
アルファベット2字及び番号（当該年度・資格ごとの通番）で構成された。
- 1字目は免許の年度別記号（1956年度はA）
- 2字目は無線従事者の資格別記号
  - A:第一級無線通信士
  - B:第二級無線通信士
  - C:第三級無線通信士
  - D:電話級無線通信士
  - F:第一級無線技術士
  - G:第二級無線技術士
  - H:第三級無線技術士
  - Q:特殊無線技士（国内無線電信甲）
  - Z:特殊無線技士（国内無線電信乙）

#### 1968年当時
無線従事者資格試験及び免許事務手続規程（1968年郵政庁訓令第3号）第38条により、アルファベット3字及び番号（当該年度・資格ごとの通番）で構成された。再交付の場合は、旧免許証の番号に「の二」を付したものを使用し、以後再交付のたびに「の三」、「の四」のように更新することとされた。
- 1字目は頭記号K
- 2字目は免許の年度別記号（1956年度はA、1957年度＝B、…）
- 3字目は無線従事者の資格別記号
  - A:第一級無線通信士
  - B:第二級無線通信士
  - C:第三級無線通信士
  - D:航空級無線通信士
  - E:電話級無線通信士
  - F:第一級無線技術士
  - G:第二級無線技術士
  - H:第三級無線技術士
  - J:第一級アマチュア無線技士
  - K:第二級アマチュア無線技士
  - L:第三級アマチュア無線技士
  - M:特殊無線技士（レーダー）
  - N:特殊無線技士（無線電話甲）
  - O:特殊無線技士（無線電話乙）
  - P:特殊無線技士（各種無線設備）
  - Q:特殊無線技士（国内無線電信）

ただし、その後亡失により無効とされた免許証の告示では、本規程施行後の年度別記号の免許でも頭記号Kを使用せずアルファベットは2字であること、合格者の受験番号の頭に付される記号はDとEが入れ替わっていること（Dが電話級無線通信士、Eが航空級無線通信士）、「特殊無線技士（各種無線設備）」という資格は存在しないこと（多重無線設備の誤植か）から、これらの点について疑問がある。
なお、電信級及び電話級アマチュア無線技士の無線従事者免許証の亡失による無効の告示（1971年郵政庁告示第32号）によれば、電信級アマチュア無線技士の無線従事者の資格別記号はY、電話級アマチュア無線技士はZであった。

### 無線通信規則の相当資格の表示
国際電気通信条約附属無線通信規則に定める通信士の要件を満たす資格については、日本語で次のように記載されるとともに、英語の訳文が付された。

#### 施行当初
第一級無線通信士
この免許証は国際電気通信条約附属無線通信規則に規定する第一級無線電信通信士証明書に該当することを証明する。
第二級無線通信士
この免許証は国際電気通信条約附属無線通信規則に規定する第二級無線電信通信士証明書に該当することを証明する。
第三級無線通信士
この免許証は国際電気通信条約附属無線通信規則に規定する無線電信通信士特別証明書及び無線電話通信士一般証明書に該当することを証明する。
電話級無線通信士
この免許証は国際電気通信条約附属無線通信規則に規定する無線電話通信士一般証明書に該当することを証明する。

#### 1960年改正後
1960年規則第125号による無線従事者資格試験及び免許規則の全部改正（1960年10月11日公布、即日施行、同年8月23日から適用）後は、次の記載となった。
第一級無線通信士
この免許証は国際電気通信条約附属無線通信規則に規定する第一級無線電信通信士証明書に該当し、かつ、この免許証の名義人は同規則に規定する航空固定業務航空移動業務及び航空無線航行業務の特別規定に関する試験に合格した者であることを証明する。
第二級無線通信士
この免許証は国際電気通信条約附属無線通信規則に規定する第二級無線電信通信士証明書に該当し、かつ、この免許証の名義人は同規則に規定する航空固定業務航空移動業務及び航空無線航行業務の特別規定に関する試験に合格した者であることを証明する。
第三級無線通信士
この免許証は、国際電気通信条約附属無線通信規則に規定する無線電信通信士特別証明書及び無線電話通信士一般証明書に該当することを証明する。
航空級及び電話級無線通信士
この免許証は、国際電気通信条約附属無線通信規則に規定する無線電話通信士一般証明書に該当することを証明する。
特殊無線技士（無線電話甲）
この免許証は、国際電気通信条約附属無線通信規則に規定する無線電話通信士制限証明書に該当することを証明する。

#### 1965年改正後
1965年規則第9号による無線従事者資格試験及び免許規則の一部改正（即日施行、1962年11月6日に遡って適用）後、特殊無線技士（無線電話甲）については次の記載となった。無線通信士については変更ない。
特殊無線技士（無線電話甲）
この免許証は、国際電気通信条約附属無線通信規則に規定する無線電話通信士制限証明書に該当することを証明し、かつ、同規則第903号の規定により発給したものであることを証明する。

## 沿革及び経過措置
| 年     | 変遷 |
| ------ | --- |
| 1945年 | 沖縄戦により米軍が本島上陸。ニミッツ布告により現行法規の施行を持続。 |
| 1952年 | 日本国との平和条約の効力発生により、北緯29度以南の南西諸島は日本の施政から切り離され、アメリカ合衆国の施政下に入る。 無線電信法に基づく無線通信士資格検定規則による無線通信士資格検定試験を実施。 |
| 1954年 | 特殊無線通信士資格検定試験規程が制定された。 - 陸上に開設した無線局の国内通信のための通信操作を行う特殊無線通信士の資格を創設。 - これに基づく特殊無線通信士資格検定を開始。 2月19日、無線従事者の免許が高等弁務官の承認事項となった。 |
| 1955年 | 電波法が公布された。 - 本法施行（1956年1月24日）に伴い、無線電信法が廃止された（本土においては、1950年（昭和25年）6月1日の電波法施行に伴い廃止済み）。 - 日本と異なり予備試験制度はなく、すべての受験者が全科目を受験できた。 - 免許申請には、身分証明書と医師の診断書の添付を要した（当時の日本と同様）。 - 免許の有効期間は5年間で、更新は満了の3か月以上9か月未満に行うものとされ、身分証明書、医師の診断書、経歴証明書及び就離業証明書の写も必要とされていた（当時の日本では就離業証明書の写は不要）。免許の有効期間中通算して1年以上又は更新の申請前1年以内に6か月以上当該免許に係る業務に従事し、電波法令及びこれに基づく処分に違反しなかった者に対しては、無試験で免許の更新をすることとされた（当時の日本では、免許の有効期間中通算して2年6か月以上、又は通算して1年6か月以上かつ更新の申請前1年以内に6か月以上当該免許に係る業務に従事し、電波法令及びこれに基づく処分に違反しなかった者に対しては、無試験で免許の更新をすることとされていた）。 - 失ったときには亡失届をするものとされた（日本と同様）。 - 施行の際、現に無線通信士資格検定規則による無線通信士又は電気通信技術者資格検定規則による電気通信技術者の資格を有する者は、次の→以下のとおり新資格の免許を受けたものとみなされたが、1年以内に無線従事者免許証の申請をしなかった場合、不可抗力の場合を除くほか失効とされた（日本の電波法附則の経過措置と同様）。 - 第一級無線通信士→第一級無線通信士 - 第二級無線通信士→第二級無線通信士 - 第三級無線通信士→第三級無線通信士 - 電話級無線通信士→電話級無線通信士 - 電気通信技術者 第一級→第一級無線技術士 - 電気通信技術者 第二級→第一級無線技術士 - 電気通信技術者 第三級（無線）→第二級無線技術士 なお、無線通信士資格検定規則による航空級無線通信士及び聴守員級無線通信士並びに特殊無線通信士資格検定試験規程による特殊無線通信士については、みなし規定はない。 - 日本の電波法に基づく第一級、第二級、第三級または電話級無線通信士、第一級又は第二級無線技術士若しくは特殊無線技士の無線従事者免許を有する者は、申請により、同一資格の琉球政府の無線従事者の免許を付与するものとされた。 - 施行の際、現に無線設備の操作に従事している者は、1年間は無線従事者の資格がなくても無線設備の操作に従事することができることとされた（日本の電波法附則の経過措置では技術操作のみが認められたが、琉球政府は特殊無線通信士制度を導入していたため、同通信士の資格を有していた者による通信操作も認められた）。             |
| 1956年 | 2月27日から29日まで、無線通信士及び無線技術士の初めての資格試験が臨時試験として沖縄、宮古、八重山及び南大東において行われた。 5月4日、第二級、第三級及び電話級無線通信士、各級無線技術士及び特殊無線技士（国内無線電信甲、国内無線電信乙）の免許が初めて与えられた。。 7月30日、第一級無線通信士の免許が初めて与えられた。 |
| 1957年 | 特殊無線技士（中短波陸上無線電話）及び特殊無線技士（中短波海上無線電話）が操作できる無線設備の空中線電力が50W以下となった（#1956年の改正）。 免許申請及び更新の際必要だった身分証明書が戸籍抄本及び履歴書に変更され、免許更新の際必要だった就離業証明書の写が不要となった。 日本の電波法に基づく無線従事者免許を有する者の申請により付与される免許の有効期間は、日本の免許の有効期間とされた。 |
| 1960年 | 電波法が改正された（1960年6月24日公布、同年8月24日施行）。 - 航空級無線通信士及びアマチュア無線技士の資格が創設され、特殊無線技士の種別が改正された（#1960年の改正）。 - 第三級アマチュア無線技士及び特殊無線技士以外の資格について、予備試験制度が導入され、予備試験に合格したか免除された者に限り実技試験（電気通信術）及び学科試験を受験できることとなった。 - 予備試験の一般常識については口述により行われることとなった。 - 有効期限がなくなり、終身免許となった。 - 免許申請の際必要だった戸籍抄本が市町村長の発行する身分証明書、戸籍抄本又は住民票抄本（琉球に本籍を有しない者であるときは、これらに準するもの。）に変更され、履歴書は不要となった。 - 施行の際、現に次の資格を有する者は、→以下のとおり新資格の免許を受けたものとみなされた。特殊無線技士以外の免許証については、申請により有効期間の記載の訂正を受けられた（有効期限が施行日以降にわたる場合、訂正されていなくとも有効とされた）。特殊無線技士の免許を有していた者は、1963年8月19日までに新たな免許証の再交付申請を必要とされたが、再交付申請しないと失効するとの規定はなかった。 - 第一級無線通信士→第一級無線通信士 - 第二級無線通信士→第二級無線通信士 - 第三級無線通信士→第三級無線通信士 - 電話級無線通信士→電話級無線通信士 - 第一級無線技術士→第一級無線技術士 - 第二級無線技術士→第二級無線技術士 - 第三級無線技術士→第三級無線技術士 - 特殊無線技士（レーダー）→特殊無線技士（レーダー） - 特殊無線技士（超短波陸上無線電話）→特殊無線技士（無線電話乙） - 特殊無線技士（中短波海上無線電話）→特殊無線技士（無線電話甲） - 特殊無線技士（国内無線電信甲）→特殊無線技士（国内無線電信） - 特殊無線技士（国内無線電信乙）→特殊無線技士（国内無線電信） この他の特殊無線技士（超短波海上無線電話、ファクシミリ、超短波多重無線装置、簡易無線電話、中短波陸上無線電話、中短波固定無線電信、中短波移動無線電信、国際無線電信）の操作範囲の根拠は消滅したが、超短波海上電話、中短波陸上無線電話及び中短波固定無線電信については、#沖縄の復帰に伴う経過措置の対象になっている。 - 琉球に本籍を有する者が日本の電波法に基づく第一級、第二級又は電信級アマチュア無線技士の免許を有する場合、それぞれ第一級、第二級又は第三級アマチュア無線技士の試験の全科目を免除し、日本の電波法に基づく電話級アマチュア無線技士の免許を有する場合、第三級アマチュア無線技士の試験の国内電波法規及び無線工学の科目を免除する（電気通信術のみ試験を受ける）こととされた。 |
| 1965年 | 無線従事者資格試験及び免許規則が一部改正された（1965年1月29日公布、一部を除き即日施行）。 - 第一級、第二級及び第三級無線通信士並びに各級無線技術士に限り、予備試験と本試験に分けて実施することとなり、その他の資格の予備試験は廃止された。 - 予備試験の一般常識については口述又は筆記により行われることとなった。 - 免許申請の際戸籍抄本と住民票抄本（琉球に本籍を有しない者であるときは、これらに準するもの。）の両方が必要となり、履歴書も再び必要となった。また、本籍、住所又は履歴書に記載した雇用先、職場（組織の最小単位）、業務（通信操作、技術操作、その他）又は従事していた無線局の事項（無線局の種類、名称、設置場所）を変更した時は、1か月以内に届け出ることとなった。 - 琉球に本籍を有する者が日本の電波法に基づく電話級アマチュア無線技士の免許を有する場合の第三級アマチュア無線技士試験の科目免除が廃止された。 |
| 1968年 | 無線従事者資格試験及び免許規則が一部改正された（1968年6月7日公布、一部を除き即日施行）。 - 免許申請の際戸籍抄本又は住民票の写しの一方のみ必要となり、履歴書は不要となった。本籍の都道府県名又は氏名に変更が生じた場合のみ変更手続きを必要とされた。 |
| 1969年 | 沖縄における免許試験及び免許資格の特例に関する暫定措置法（昭和44年法律第47号。琉球政府でなく日本の法律。6月21日公布、6月23日施行。）が制定された。 - 沖縄においても日本の第一級無線通信士、第二級無線通信士、第三級無線通信士、第一級無線技術士及び第二級無線通信士の無線従事者国家試験が行われるとともに、琉球政府のこれら資格の資格試験は行われないこととなった。 - その他の日本の無線従事者資格については、復帰まで沖縄で国家試験は行われず、琉球政府の資格試験が継続された。 - 琉球政府の資格試験は那覇市のほか平良市及び石垣市で行われてきたが、日本資格の国家試験は沖縄では那覇市のみで行われた。 - 資格ごと最初に日本の国家試験の予備試験が沖縄で行われる日までに琉球政府の無線従事者免許を与えられた者に対しては、申請により日本の相当資格の無線従事者免許が与えられることとなった。 - 琉球政府の無線従事者免許を有する者が、より上位の日本の資格の国家試験を受験する場合、資格又は業務経歴に応じ一部の科目が免除されることとなった。 電波法が一部改正された（1969年8月30日公布、一部を除き即日施行）。 - 養成課程制度が創設された。 - 第三級無線技術士及び第三級アマチュア無線技士の資格が廃止され、電信級アマチュア無線技士及び電話級アマチュア無線技士の資格が創設された（#1969年の改正）。 - 施行の際、現に第三級無線技術士の免許を有する者は、施行の日から5年間は、従前認められた無線設備の技術操作に従事することができることとされた。 - 施行の際、現に第三級アマチュア無線技士の免許を有する者は、電信級アマチュア無線技士及び電話級アマチュア無線技士の免許を受けたものとみなされたが、2年以内に無線従事者免許証の申請をしなかった場合、不可抗力の場合を除くほか失効とされた。また、現にアマチュア無線局の予備免許又は免許を与えられている者は、当該無線局の免許の有効期間に限り、なお従前の例により無線設備の操作を行うことができることとされた。 - 特殊無線技士のうち、無線電話甲及び無線電話乙の操作範囲が日本の同資格に合わせ縮小された。 - 無線従事者操作範囲規則の一部改正の施行（1969年10月29日）の際、現に特殊無線技士（無線電話甲）又は特殊無線技士（無線電話乙）の免許を有する者は、その施行から5年間は、従前の操作範囲によることとされた。 |
| 1971年 | 無線従事者資格試験及び免許規則が一部改正された（1971年5月21日公布、同年8月1日施行）。 - 国内法規又は法規の試験科目の内容に、琉球政府の電波法令に加え日本の電波法令が追加された。 |

## 沖縄の復帰に伴う経過措置
1972年（昭和47年）沖縄の復帰に伴い、昭和47年5月1日政令第153号「沖縄の復帰に伴う郵政省関係法令の適用の特別措置等に関する政令」（以下「復帰政令」と略す。）、および昭和47年5月1日郵政省令第15号「沖縄の復帰に伴う郵政省関係法令の適用の特別措置等に関する省令」（以下「復帰省令」と略す。）が制定され、5月15日施行された。
無線従事者に関する経過措置は、この復帰政令
第25条以降
および復帰省令
第29条以降
に規定されている。

### 日本の無線従事者免許へのみなし規定
現に有効な琉球政府の無線従事者免許を有していた者（日本の無線従事者免許に基づく申請により琉球政府の無線従事者免許を受けていた者及び琉球政府の無線従事者免許に基づく申請により日本の無線従事者免許を受けていた者を除く。）は、次の表のとおり日本の電波法に基づく相当の免許を受けたものとみなされ、書換えも不要である。（復帰政令第25条第1項及び第28条）
これらの資格の現在の操作範囲については、該当の日本資格（無線通信士、無線技術士、アマチュア無線技士又は特殊無線技士）の項を参照。
| 琉球政府の無線従事者資格           | 復帰当時の日本の無線従事者資格 |
| ---------------------------------- | ------------------------------ |
| 第一級無線通信士                   | 第一級無線通信士               |
| 第二級無線通信士                   | 第二級無線通信士               |
| 第三級無線通信士                   | 第三級無線通信士               |
| 航空級無線通信士                   | 航空級無線通信士               |
| 電話級無線通信士                   | 電話級無線通信士               |
| 第一級無線技術士                   | 第一級無線技術士               |
| 第二級無線技術士                   | 第二級無線技術士               |
| 特殊無線技士（レーダー）           | 特殊無線技士（レーダー）       |
| 特殊無線技士（無線電話甲）         | 特殊無線技士（無線電話甲）     |
| 特殊無線技士（中短波海上無線電話） | 特殊無線技士（無線電話甲）     |
| 特殊無線技士（無線電話乙）         | 特殊無線技士（無線電話乙）     |
| 特殊無線技士（超短波陸上無線電話） | 特殊無線技士（無線電話乙）     |
| 特殊無線技士（中短波固定無線電信） | 特殊無線技士（無線電話乙）     |
| 特殊無線技士（中短波陸上無線電話） | 特殊無線技士（無線電話乙）     |
| 特殊無線技士（多重無線設備）       | 特殊無線技士（多重無線設備）   |
| 特殊無線技士（国内無線電信）       | 特殊無線技士（国内無線電信）   |
| 特殊無線技士（国内無線電信甲）     | 特殊無線技士（国内無線電信）   |
| 特殊無線技士（国内無線電信乙）     | 特殊無線技士（国内無線電信）   |
| 第一級アマチュア無線技士           | 第一級アマチュア無線技士       |
| 第二級アマチュア無線技士           | 第二級アマチュア無線技士       |
| 電信級アマチュア無線技士           | 電信級アマチュア無線技士       |
| 電話級アマチュア無線技士           | 電話級アマチュア無線技士       |

※復帰時点で琉球政府の第三級アマチュア無線技士及び第三級無線技術士の免許は失効している。

### 無線従事者国家試験の一部免除の特例
- 琉球政府の無線従事者として無線設備の操作に従事した経歴は、日本の無線従事者として無線設備の操作に従事した経歴とみなして、無線従事者国家試験の一部が免除される。（復帰政令第25条第5項）
- 1969年8月30日時点で現に第三級無線技術士の免許を有していた者は、次のとおり無線従事者国家試験の一部が免除される（復帰省令第30条第2項。平成8年度[29]以降のもののみ示す。）。

| 受験資格                                                                          | 免除される試験科目 |
| --------------------------------------------------------------------------------- | ------------------ |
| 航空無線通信士 第四級海上無線通信士 第二級海上特殊無線技士 各級アマチュア無線技士 | 無線工学           |

注　上記以外にも特例措置はあったが、時間経過又は制度改正により失効している。

### 操作範囲の特例
いずれも1969年の琉球政府の電波法令改正時に定められた経過措置が復帰後にまたがるため復帰政令に規定されたもので、時限的かつ沖縄県に限られたものであり、現在は失効している。
- 1969年8月30日(琉球政府の電波法の一部改正施行日）に、第三級無線技術士の免許を有していた者は、1974年（昭和49年）8月29日までは、沖縄県において、従前の例により無線設備の技術操作に従事することができた。（復帰政令第25条第2項）
- 1969年8月30日（同上）に、第三級アマチュア無線技士の免許を有し、かつ琉球政府のアマチュア無線局の予備免許又は免許を受けていて、申請により琉球政府の電信級アマチュア無線技士及び電話級アマチュア無線技士の免許証の交付を受けた者は、当該無線局の免許の有効期間の満了の日とされていた日まで、沖縄県において、従前の例により無線設備の操作に従事することができた。（同上）
- 1969年10月29日（琉球政府の無線従事者操作範囲規則の一部改正施行日）に、特殊無線技士（無線電話甲）又は特殊無線技士（無線電話乙）の免許を有していた者は、1974年（昭和49年）10月28日までは、沖縄県において、従前の例により無線設備の操作に従事することができた。（復帰政令第25条第7項）